# Björkume
Björkume este o arie protejată (arie specială de conservare — SAC, sit de importanță comunitară — SCI) din Suedia întinsă pe o suprafață de 239,6 ha, integral pe uscat.

## Localizare
Centrul sitului Björkume este situat la coordonatele 57°47′55″N 18°27′27″E / 57.7987°N 18.4576°E.

## Înființare
Situl Björkume a fost declarat sit de importanță comunitară în ianuarie 1997 pentru a proteja un număr necunoscut de specii din flora spontană și fauna sălbatică aflate în arealul zonei. Situl a fost protejat și ca arie specială de conservare în martie 2011.

## Biodiversitate
Situată în ecoregiunile boreală și marină baltică, aria protejată conține 8 habitate naturale: Alvar nordic și șisturi calcaroase precambriene, Mlaștini alcaline, Pajiști cu Molinia pe soluri calcaroase, turboase sau argilos-nămoloase (Molinion caeruleae), Formațiuni de Juniperus communis pe lande sau pajiști calcaroase, Mlaștini calcaroase cu Cladium mariscus și specii de Caricion davallianae, Vegetație perenă pe țărmurile stâncoase, Taiga vestică, Mlaștini împădurite.
La baza desemnării sitului se află un număr nedeclarat de specii protejate.